# Quereinstieg (Lehramt)
Der Quereinstieg oder (ohne einheitlichen Gebrauch) Seiteneinstieg bezeichnet in Deutschland den beruflichen Einstieg in das schulische Lehramt ohne Lehramtsbefähigung durch die Lehrerausbildung. Zum Teil werden Quereinsteiger in der Bildungsverwaltung auch als Nichterfüller bezeichnet. Hintergrund dafür ist, dass in etlichen Schulformen (Grundschule, Berufsschule, Förderschule) und Fächern, insbesondere Mathematik, Naturwissenschaften, Kunst und Musik, nicht genügend ausgebildete Lehrer zur Verfügung stehen. Z. B. können im Unterrichtsfach Informatik Hochschulabsolventen mit mehrjähriger Praxiserfahrung im IT-Bereich ohne Lehramtsstudium direkt in den Vorbereitungsdienst oder ohne Referendariat direkt in den Lehrerberuf einsteigen. Die Besoldungseinstufung stellt dabei ein wichtiges arbeitsrechtliches Problem dar.

## Bedarfslage
Inzwischen sind aufgrund von vorherigen Ausbildungsverengungen in manchen Ländern ein Großteil der Neueinstellungen Quereinsteiger. In Deutschland wurden im Schuljahr 2017/18 insgesamt 4.367 Seiten- und Quereinsteiger eingestellt: Das waren 12,7 % der Neueinstellungen. Die Unterschiede zwischen den Ländern sind erheblich. Bayern und Hessen haben noch keine Quereinsteiger eingestellt, Hamburg fast keine; Berlin und Sachsen besetzen dagegen über 40 % aller Einstellungen mit Quereinsteigern, Brandenburg und Bremen über 20 %. In Berlin wird nicht mehr zwingend ein Hochschulstudium vorausgesetzt. Für die Zukunft planen auch Bayern und Hessen breitere Sondermaßnahmen zur Qualifikation. In Bayern gab es schon seit längerem ein Traineeprogramm, mit dem Diplomphysiker, Diplommathematiker und Diplomingenieure (Univ.) der Fachrichtungen Maschinenbau und Elektrotechnik in einem zweijährigen Programm zu Lehrern an Beruflichen Oberschulen im Quereinstieg ausgebildet wurden.

## Schulrecht und Durchführung
Aufgrund der Bildungshoheit der Länder sind die Einstellungsvoraussetzungen zum Quereinstieg in jedem Bundesland unterschiedlich geregelt. Beispiele:
- Mit der Niedersächsischen Laufbahnverordnung (NLVO) – Bildung, die am 1. Juni 2010 in Kraft getreten ist, können Quereinsteiger in den Lehrerberuf gemäß § 8 in Verbindung mit § 13 Absatz 1 bis zum Alter von 45 Jahren direkt (in der Regel zunächst auf Probe) verbeamtet werden.[8]
- Das Land NRW regelt den Seiteneinstieg durch OBAS.[9][10]

Eine Form des Quereinstiegs nimmt die Bewerber zu gleichen Bedingungen wie Laufbahnbewerber ins Referendariat auf. Die jeweils vorhandene Hochschulprüfung (Diplom oder Master) wird damit dem Staatsexamen/Master im Lehramt gleichgestellt. Das zweite Staatsexamen wird unter gleichen Bedingungen abgelegt und befähigt auch in gleichem Maße wie bei Laufbahnbewerbern. Es stehen die gleichen Entwicklungsmöglichkeiten und Wechselmöglichkeiten in andere Länder offen, da die Laufbahnbefähigung erworben wurde.
In der zweiten Form arbeitet man zunächst als angestellter Lehrer für zwei bis drei Jahre mit berufsbegleitender pädagogischer Qualifizierung bei reduzierter Stundenzahl und oft vollem Gehalt. Eine Verbeamtung ist teils nicht, teils nach einer weiteren Bewährungszeit im Angestelltenverhältnis möglich. Die Aufstiegsmöglichkeiten sind teilweise eingeschränkt. Ein Wechsel in andere Bundesländer ist auf Grund der fehlenden Laufbahnbefähigung schwieriger.
Die Bewerber haben abzuwägen, ob beim Seiteneinstieg die (fast) vollen Bezüge von Anfang an die Nachteile ausgleichen können. Ein Problem stellen Bewerber mit nur einem Fach („Nichterfüller“) dar, da sie nicht das gleiche Gehalt bekommen wie Bewerber mit zwei Fächern. Das trifft häufig auf Musiker zu.